# アウディ・スポーツパーク
アウディ・シュポルトパルク（独: Audi Sportpark）は、ドイツ、バイエルン州インゴルシュタットにあるサッカースタジアム。

## 概要
2.ブンデスリーガに属するFCインゴルシュタット04が本拠地として2010-11シーズンより使用している。

## 施設
観客席は全席屋根で覆われている。約1,200席のビジネス席と18のVIPロビーがある。